# Погребение возле хутора Зимовский
Погребение возле хутора Зимовский — объект археологического наследия, расположенный возле хутора Зимовский Сиротинской станицы Иловлинского района Волгоградской области.
В конце 1920-х годов в окрестностях указанного пункта было вскрыто 3 могилы, в которых находилось 4 скелета, обращенных головой на запад. В могилах найдены 4 глиняных сосуда и костяная детская погремушка, вероятно, датируемые 1 тысячелетием н. э.